# Loxoporetes
Genre
Loxoporetes est un genre d'araignées aranéomorphes de la famille des Thomisidae.

## Distribution
Les espèces de ce genre se rencontrent en Australie et en Nouvelle-Guinée.

## Liste des espèces
Selon World Spider Catalog (version 18.0, 08/02/2017) :
- Loxoporetes colcloughi (Rainbow, 1912)
- Loxoporetes nouhuysii Kulczynski, 1911

## Publication originale
- Kulczyński, 1911 : Spinnen aus Sud-Neu-Guinea. Erster Teil. Nova Guinea. Résultats de l'expédition scientifique néerlandaise a la Nouvelle-Guinée en 1907 et 1909, sous les auspices du Dr H. A. Lorenz, Leiden, vol. 9, Zoologie, no 2, p. 109-148 (texte intégral).